# Haploplatytes
Haploplatytes là một chi bướm đêm thuộc họ Crambidae.